# 신 전국일주
《신 전국일주》는 대한민국의 KBS에 1983년 10월부터 1993년 4월까지 방송됐던 교양 프로그램이다.
1983년 10월에 《전국일주》이었으나, 1992년 4월에 《신 전국일주》의 타이틀을 바뀌었다.

## 기획 의도
전국 각지에 리포터들의 취재하는데 시청자들의 새로운 조국관과 향토관 정립을 위해 활기에 찬 민족의 생생한 삶의 현장 및 지역특성을 종합 프로그램.

## 방송 시간
- KBS 1TV - 1983년 10월 30일부터 1991년 5월 17일까지 매주 월 ~ 토요일 아침시간대 (20분)
- KBS 1TV - 1992년 4월 6일부터 1993년 4월 12일까지 매주 월요일 저녁 7시 35분 ~ 8시 30분 (50분)

## 역대 진행자
- 임성훈(전국일주,신 전국일주)
- 이창호(전국일주)

## 같이 보기
- 전국